# Hana to yume
Hana to Yume (花とゆめ, Hana to yume, littéralement « fleurs et rêves ») est un magazine de prépublication de mangas bimensuel de type shōjo, édité par la société Hakusensha.
Il a été créé en mai 1974, et sort les 5 et 20 de chaque mois. Il est vendu avec des suppléments (ふろく, furoku, en japonais) tels que CD drama, shitajiki, calendriers, etc. Les séries prépubliées dans le magazine sont ensuite publiées en tankōbon sous le label Hana to Yume Comics (花とゆめコミックス).

## Histoire
Le premier numéro du magazine Hana to Yume édité par Hakusensha sort en mai 1974, il est numéroté 6 et non 1 car c'est le numéro de juin. Le magazine est mensuel pendant 6 mois puis devient bimensuel en janvier 1975. Il s'adresse aux jeunes adolescentes par la publication de mangas de type shōjo.
En 1976, il est tous les deux mois vendu avec le supplément LaLa, ce dernier sort par la suite seul tous les mois.
À partir de juillet 1977, Hana to Yume se voit compléter d'un magazine supplémentaire, le Bessatsu Hana to Yume (別冊花とゆめ), vendu séparément. Il est d'abord trimestriel, puis bimensuel ou mensuel selon les années.
Les ventes varient entre 400 000 et 500 000 exemplaires jusqu'au milieu des années 1990. Comme pour la plupart des magazines de mangas, le tirage chute ensuite à partir de la deuxième moitié des années 1990.
Un sondage effectué par Oricon en 2006 place le magazine en 4e position des magazines préférés des jeunes adolescentes derrière le Weekly Shōnen Jump, Cookie et Bessatsu Margaret.
En 2009, le magazine fête son 35e anniversaire en collaboration avec Yahoo! Japan Comic qui publie pour une lecture en ligne des mangas du magazine comme Glass no Kamen de Suzue Miuchi, Hanazakari no kimitachi e de Hisaya Nakajo ainsi que 235 autres titres.

## Manga prépubliés

### Séries en cours
- Akatsuki no Yona de Mizuho Kusanagi
- L'Académie Alice de Tachibana Higuchi
- Hana no Kishi de Mai Nishikata
- Hana to Akuma de Hisamu Oto
- Liselotte et la Forêt des sorcières (リーゼロッテと魔女の森, Liselotte to Majo no Mori) de Natsuki Takaya (2011 - en cours)
- Issho ni Ne Yō yo de Takao Shigeru
- JiuJiu de Tōya Tobina
- Kamada Gyūnyū Hanbai Ten de Takami Konohana
- Kamisama Hajimemashita de Julietta Suzuki
- Kamisama School de Natsu Hyūga
- Kyō mo Ashita mo de Emura
- Love So Life de Kaede Kōchi
- Lovesick de Satoshi Morie
- Monochrome Shōnen Shōjo de Ryōko Fukuyama
- Ore-sama Teacher de Izumi Tsubaki
- Ōji to Majō to Himegimi to de Kō Matsuzuki
- Patalliro! de Mineo Maya
- Seiyū kaa! de Maki Minami
- Shiawase Kissa Sanchōme de Kō Matsuzuki
- Skip beat! de Yoshiki Nakamura
- Sugar Princess de Hisaya Nakajo
- Tadaima no Uta de Yūki Fujimoto
- Les Descendants des ténèbres de Yōko Matsushita (en pause de 2003 à 2011)

### Séries terminées
- Aka-chan to boku de Marimo Ragawa
- Akai Kiba: Blue Sonnet de Masahiro Shibata
- Akiyoshi Family Series de Banri Hidaka
- Arakure de Kiyo Fujiwara
- Asa Kara Pika☆Pika de Miyuki Yamaguchi
- Atsuku Made Matte de Satosumi Takaguchi
- Berry Berry de Banri Hidaka
- Billion Girl de Miwa Sakai (ensuite publié dans le Monthly Asuka)
- Bloody Kiss de Kazuko Furumiya
- Blue Wars de Yoshiki Nakamura
- Accords parfaits de Natsuki Takaya
- Please Save My Earth de Saki Hiwatari
- Cyboy - Kaizo Shonen de Mai Nishikata
- D-Walk de Makoto Tateno
- Dear Mine de Takao Shigeru
- Doubutsu no Oishasan de Noriko Sasaki
- Dragon Pigmalio de Shinji Wada
- Dragon Rider de Runa Ikemi
- Fairy Cube de Kaori Yuki
- Viehmännin wa Utau de Miyuki Yamaguchi
- Fruits Basket de Natsuki Takaya
- Full house kiss de Shiori Yuva
- Glass no Kamen de Suzue Miuchi (ensuite publié dans Bessatsu Hana to yume)
- Gatcha Gacha de Yutaka Tachibana
- Démons et chimères de Natsuki Takaya
- Gin no Romantic… Wahaha de Izumi Kawahara
- Global Garden de Saki Hiwatari
- Le Jeu du hasard de Saki Hiwatari
- Hachimitsu no Hana de Tatsuya Kiuchi
- Comte Cain de Kaori Yuki
- Hamidashikko de Jun Mihara
- Parmi eux de Hisaya Nakajo
- Help!! de Kiyo Fujiwara
- Hitomi Genki Kingdom de Mao Fujisaki
- Hitsuji no Namida de Banri Hidaka
- Itsudemo Otenki Kibun de Marimo Ragawa
- Joshi Mōsō Shōkōgun - Pheromomania Syndrome de Ichiha
- Kaine de Kaori Yuki
- Karakuri Odette de Julietta Suzuki
- Kirameki☆Gingachō Shōten Gai de Yūki Fujimoto
- Koka wa Greenwood de Yukie Nasu
- Koko ni Hana wo!! de Aya Kanno
- Kōcha Ōji de Nanpei Yamada
- Magie intérieure ! de Saki Hiwatari
- Ludwig Revolution de Kaori Yuki (ensuite publié dans Bessatsu Hana to yume)
- Mobius Dōmei de Minami Sachi
- Mōsukoshi Ganbarimashō de Maiko Yamaguchi
- MVP wa Yuzurenai de Yoshiki Nakamura
- Majokko Momoka de Zi Rocks
- Manabiya Sannin Kichisa de Nanpei Yamada
- Maple Senki de Izumi Kawahara
- Michibata no Tenshi de Emura
- Mickey & Kazuya Series de Makoto Tateno
- Milk Time ni Sasayaite de Miwa Sakai
- La mélodie du futur de Saki Hiwatari
- Missing Piece de Hisaya Nakajo
- M to N no shōzō de Tachibana Higuchi
- NG Life de Mizuho Kusanagi
- Nana'iro no Shinwa de Emura
- Natsu e no Tobira de Keiko Takemiya
- Nante Suteki ni Japanesque scénario de Saeko Himuro, dessins de Naomi Yamauchi
- Never Give Up! de Hiromu Mutō
- New York New York de Marimo Ragawa
- Nosatsu Junkie de Ryōko Fukuyama
- Ohoshi-sama ni Onegai! de Mao Fujisaki
- Otona ni naru Houhou de Nanpei Yamada
- Oyayubi kara Romance de Izumi Tsubaki
- Psycho Knocker de Kaori Yuki
- Ryokunohara Meikyū de Kana Oshino
- Sailor Blue no Seishun de Miwa Sakai
- Sareki Ōkoku de Kaori Yuki
- S.A Special A Class de Maki Minami
- Shanimuni Go de Marimo Ragawa
- Boy's Next Door de Kaori Yuki
- Sickly boy wa hi ni yowai de Natsuki Takaya
- Stonehenge de Kaori Yuki
- Sukeban Deka de Shinji Wada
- Swan Lake de Tachibana Higuchi
- Tabenakya Son!! de Kazuko Koyano
- Takane & Hana de Yuki Shiwasu
- Teisei Nenki Maitreya de Takako Shii
- Angel Sanctuary de Kaori Yuki
- Teru Teru Shōnen de Takao Shigeru
- Tokyo Crazy Paradise de Yoshiki Nakamura
- Tokyo Shōnen Monogatari de Marimo Ragawa
- Tonari no Megane-kun de Yūki Fujimoto
- Ceux qui ont des ailes de Natsuki Takaya
- V-K☆Company de Miyuki Yamaguchi
- V.B. Rose de Banri Hidaka
- Victor Machi 31 Ban de Hideko Mizuno
- Venus Capriccio de Mai Nishikata
- W Juliet de Emura
- W Juliet II de Emura
- Wild Kiss de Hisaya Nakajo
- Yorozuya Tōkaidō Honpo de Ryō Saenagi
- Yorugata aijin senmonten - Blood Hound de Kaori Yuki
- Yume Miru Happa de Hisaya Nakajo
- Zankokuna Dōwatachi de Kaori Yuki
- Zero count de Hiromu Mutō

### Documentation
- Hideyuki Takada (int. Bruno Pham), « Entretien avec Hideyuki Takada », dans Manga 10 000 Images n°3, Versailles : Éditions H, septembre 2010, p. 101-107.